# Лумино кинетичка уметност
Лумино кинетичка уметност је подскуп и историјски појам уметности у контексту етаблиране кинетичке скулптуре која је заузврат подскуп медијалне уметности. Историчар уметности Френк Попер посматра еволуцију ове врсте уметности као доказ „естетичких преокупација повезаних са технолошким напретком” и полазну тачку у контексту уметности високе технологије. Ласло Мохољи Нађ (1895—1946), члан Баухауса, под утицајем конструктивизма, може се сматрати једним од очева лумино кинетичке уметности. Светлосна и покретна скулптура су компоненте његовог светлосно-просторног модулатора (1922—30), једног од првих уметничких светлости који такође комбинује кинетичку скулптуру.

## Историја
Вишеструко порекло самог термина укључује, као што име говори, светлост и покрет. Кибернетички уметник Николас Шефер је развио зидове светлости, призме и видео кола под 50-их година. Френк Малина је осмислио систем осветљења Lumidyne, а његов рад Tableaux mobiles је пример лумино кинетичка уметност тог периода. Нино Калос је радио са термином лумино кинетичке слике, а Ђерђ Кепес је експериментисао са радовима. Елис Д Фог је познат као лумино кинетички вајар. Током 1960-их разне изложбе су укључивале лумино кинетичку уметност, између осталог Kunst-Licht-Kunst у Ајндховену 1966. и Lumière et mouvement у Музеју модерне уметности града Париза 1967. Лумино кинетичка уметност је такође била усклађена са оп уметности касних 1960-их. Френк Попер га посматра као уметнички историјски термин у контексту кинетичке уметности, наводи да „не постоји лумино кинетичка уметност након раних 70-их већ је претеча другим савременим кибернетичким, роботским, новим медијима заснованим уметностима и ограничена је на веома мали број европских авангардних уметника”.